# عقیده اژدها ۲
عقیده اژدها ۲ (به انگلیسی: Dragon's Dogma II) یک بازی ویدئویی در سبک نقش‌آفرینی اکشن است که توسط کپ‌کام ساخته و منتشر شده است. این بازی به عنوان دنبالهٔ عقیده اژدها (۲۰۱۲)، در دنیایی با مضمون خیال‌پردازی موازی با بازی اول است. بازیکن کنترل یک شخصیت قابل بازی در محیطی جهان باز را بر عهده دارد، در حالی که به شکار اژدهایی که آن‌ها را به عنوان «برخاسته» (اِریزن) انتخاب کرده است، در میان یک درگیری جغراسیاسی با تکمیل مأموریت‌ها و به‌دست آوردن تجهیزات جدید در طی مسیر با کمک متحدانی معروف به «پاونز» می‌پردازد.
عقیده اژدها ۲ در تاریخ ۲۲ مارس ۲۰۲۴، برای پلتفرم‌های پلی‌استیشن ۵، مایکروسافت ویندوز، و ایکس‌باکس سری اکس/اس عرضه شد.بازی به‌طور کلی با واکنش‌های مثبتی از سوی منتقدان همراه بود.